# La Garçonnière (film, 1951)
Pour les articles homonymes, voir La Garçonnière.
Pour plus de détails, voir Fiche technique et Distribution.
La Garçonnière est un  court métrage français réalisé par Claude Orval, sorti en 1951.

## Fiche technique
- Titre : La Garçonnière
- Réalisation : Claude Orval
- Scénario et dialogues : Claude Orval
- Directeur de la photographie : Pierre Dolley
- Décors : Robert Dumesnil
- Montage : Germaine Fouquet
- Musique : René Sylviano
- Production : Radius Productions
- Producteur et directeur de production : Georges Combret
- Pays :  France
- Format :  Noir et blanc - 1,37:1 - 35 mm - Son mono
- Genre :  Comédie
- Année de sortie : 1951

## Distribution
- Jean Richard
- Irène de Trébert
- Renée Gardès